# (67925) 2000 WA116
2000 دابليو أي 116 (ويعرف أيضًا باسم (67925) 2000 دابليو أي 116 وفق تسمية الكوكب الصغير) (بالإنجليزية: 2000 WA116)‏؛ هو كويكب ضمن حزام الكويكبات.
اكتُشف هذا الجُرم الفلكي بواسطة بحث لنكولن عن الكويكبات القريبة من الأرض في 20 نوفمبر 2000، وترتيبه 67925 من حيث الاكتشاف.

## الوصف
اكتُشف 679252000WA في 20 نوفمبر 2000 في مرصد ماغدالينا ريدج، الواقع في مقاطعة سوكورو، نيومكسيكو في الولايات المتحدة، بواسطة مشروع بحث لنكولن عن الكويكبات القريبة من الأرض (بالإنجليزية: Lincoln Near-Earth Asteroid Research)‏ LINEAR. وقد رصد المشروع 1,786 مشاهدة للكويكب إلى غاية 5 فبراير 2022 بتوقيت منطقة المحيط الهادئ، أي في مدة قدرها 9,263 يومًا (25.4 عام). تستغرق الفترة المدارية للكويكب 1,290 يومًا (3.5 عام).

## الخصائص المدارية
يتميز مدار هذا الكويكب بنصف محور رئيسي يبلغ 2.32 وحدة فلكية، وحضيض قدره 1.9 وحدة فلكية، وانحراف قدره 0.18 وزاوية ميلان 4.88 درجة بالنسبة لمسار الشمس. بسبب هذه الخصائص، أي نصف المحور الرئيسي بين 2 و3.2 وحدة فلكية وحضيض أكبر من 1,666 وحدة فلكية، يُصنف هذا الجُرم الفلكي وفقًا لقاعدة بيانات مختبر الدفع النفاث لأجرام النظام الشمسي الصغيرة كائنًا من حزام الكويكبات الرئيسي.

## الخصائص الفيزيائية
يُقدر القدر المطلق (H) لـ679252000WA بـ15.22 ووضاءته بـ0.293، مما يمكِّن تقدير قطره بـ 2.402كم. استُخلصت هذه النتائج بفضل ملاحظات مستكشف الأشعة تحت الحمراء عريض المجال (WISE)، وهو مرصد فضائي أمريكي وُضع في المدار في عام 2009 ويراقب السماء بأكملها بالأشعة تحت الحمراء، في عام 2011، نُشرت النتائج الأولى المتعلقة بالكويكبات من الحزام الرئيسي.

## وصلات خارجية
- (67925) 2000 WA116 في قاعدة بيانات مختبر الدفع النفاث لأجرام النظام الشمسي الصغيرة

- الاكتشاف · مخطط المدار ·  العناصر المدارية · المعلمات المادية

- (67925) 2000 WA116 على موقع ويكي سكاي: DSS2, SDSS, GALEX, IRAS, Hydrogen α, X-Ray, Astrophoto, Sky Map, Articles and images